# Miran Mejak
Miran Mejak, slovenski gospodarstvenik, politik, diplomat, ekonomist in rudarski inženir, * 28. julij 1927, Sevnica,  † 2017
Miran Mejak se je rodil v Sevnici ob Savi. Po diplomi iz rudarstva je v Washingtonu v ZDA opravil še specializacijo s področja nafte. Izobraževanje je nadaljeval na nekdanji Visoki ekonomsko-komercialni šoli v Mariboru (VEKŠ), danes Ekonomsko-poslovni fakulteti, kjer je leta 1974 zagovarjal magistrsko nalogo z naslovom »Analiza potreb dežel v razvoju z vidika njihove strukture in medsebojnega učinkovanja«. Leta 1976 je na isti ustanovi pod mentorstvom Danila Vezjaka kot prvi na Univerzi v Mariboru uspešno obranil doktorsko disertacijo z naslovom »Model mednarodnega trženja v odnosih z deželami v razvoju«. 21. januarja 1977 je bil promoviran kot prvi doktor znanosti Univerze v Mariboru. Promotorji so bili: rektor Vladimir Bračič, dekan Vekša Danilo Požar in mentor Danilo Vezjak.
Mejak je v svoji karieri zasedal veliko število vodstvenih položajev. Od leta 1951 do 1962 je služboval v Nafti Lendava, zadnja leta kot direktor proizvodnje, kasneje je bil tudi direktor Aera Celje in podpredsednik Gospodarske zbornice. Opravljal je tudi številne politične funkcije, bil je član številnih zveznih ter republiških odborov in organov, med drugim tudi član slovenske delegacije v zboru republik in pokrajin zvezne skupščine SFRJ in celo njegov zadnji predsednik 1989-91. Kot diplomat je bil veleposlanik SFRJ v Nigeriji, 10 let (od leta 1991 do 2001) pa je bil visoki predstavnik vlade Republike Slovenije ter vodja delegacije pri pogajanjih o nasledstvu bivše SFRJ in je tako pripomogel, da je bilo leta 2001 potrjeno in sprejeto končno kompromisno besedilo Sporazuma o vprašanjih nasledstva nekdanje SFRJ.
Med leti 1997 in 2005 je bil prvi predsednik nadzornega sveta slovenske naftne družbe Petrol. Prav tako je bil tudi dolgoletni sodelavec in predsednik Vseslovenskega združenja malih delničarjev (VZMD).
Leta 2000 mu je Univerza v Mariboru podelila naziv častni senator za izredne zasluge pri razvoju demokratičnih in humanih odnosov v družbi.